# Experimental Agriculture
Experimental Agriculture is een internationaal, aan collegiale toetsing onderworpen wetenschappelijk tijdschrift op het gebied van de landbouwkunde.
De naam wordt in literatuurverwijzingen meestal afgekort tot Exp. Agr.
Het wordt uitgegeven door Cambridge University Press.